# Americano (cocktail)
L'Americano è un cocktail a base di bitter e Vermut rosso. È un cocktail ufficiale IBA.

## Storia
Sebbene sia molto probabile che nasca come variazione del cocktail Milano Torino, in un periodo a cavallo fra gli anni sessanta dell'Ottocento e gli anni trenta del Novecento, la sua origine non è nota. 
Una prima ipotesi farebbe risalire la creazione della miscela agli anni 1860, presso il Bar Gaspare Campari di Milano, come variazione del cocktail Milano Torino, molto amato dai turisti americani, i quali avevano l'abitudine di richiedere l'aggiunta di soda. 
Una seconda ipotesi indica il 1933 come anno di nascita della bevanda in omaggio al pugile Primo Carnera detto "l'americano" per i suoi successi negli Stati Uniti; secondo alcune fonti, anche la propaganda politica dell'epoca spinse molto sull'associazione tra il pugile italiano e gli ingredienti del cocktail, i quali sono, di fatto, tutti tipicamente italiani: il bitter di Milano, il vermouth di Torino. In particolare, Elvezio Grassi, nel suo libro 1000 misture del 1936 codifica almeno dieci ricette, in cui la variazione principale si basava sulla marca di vermut utilizzato. 
Altre ipotesi, sempre collocate negli anni trenta del XX secolo, suggeriscono che il cocktail sia nato come manovra di marketing da parte della Martini & Rossi per l'esportazione del proprio vermouth negli Stati Uniti o, ancora, come vezzo di imitazione nei confronti degli americani i quali usavano addizionare soda alle proprie bevande sia per motivi tradizionali che per celare l'alcool nel periodo del proibizionismo. 
Altre pubblicazioni dell'epoca, comunque, confermano la presenza del cocktail a livello internazionale in quegli anni: esempi sono The artistry of mixing cocktail, di Frank Meyer del  Ritz Bar di Parigi, risalente al 1936, e Cafè Royal Cocktail book, libro del 1937 scritto da William Tarling. L'Americano diventa negli anni un cocktail di successo, consacrato nel 1986 con l'inserimento nella lista dei cocktail IBA.

## Composizione

### Ingredienti
- 3 cL di bitter
- 3 cL di vermouth rosso
- 3 cL di seltz (acqua frizzante)

### Preparazione
L'Americano si prepara con la tecnica build e si serve di un bicchiere Old fashioned. Versare direttamente nel bicchiere colmo di ghiaccio il vermouth rosso e il bitter, colmando con soda. È possibile decorare la bevanda con una scorzetta di limone e una fettina d'arancia.

## Descrizione
Cocktail frizzante e dissetante da aperitivo, apre con le note erbose e leggermente dolce chiudendo, invece, con un retrogusto amarognolo. Tecnicamente è un medium drink  pre-dinner build, appartenente alla classe french-italian e dà il nome alla famiglia degli "americani", i quali sono composti, appunto, da vermouth e bitter.

## Varianti
Il cocktail possiede diverse varianti. Sebbene la ricetta attuale preveda una composizione 1:1 degli ingredienti, le prime ricette prevedevano una preponderanza del vermouth (3:1). Inoltre, sebbene tecnicamente sia esso stesso una variante del cocktail Milano Torino, l'Americano viene spesso considerato all'origine dei cocktail Negroni e Negroni sbagliato.
- Americano originale: le proporzioni della parte alcolica prevedono 4,5 cL di vermouth rosso e 1,5 cL di bitter.[6]
- Negroni: sostituzione della soda con il gin.
- Negroni sbagliato: sostituzione della soda con spumante brut.
- Sfumature di Americano: composto da 5 cL di bitter, 2,5 cL di vermut rosso, 2,5 cL di vermouth bianco[12], gocce di acqua di fiori di arancio e di macerato di fiori di camomilla e zenzero. Questa ricetta, ideata dal bartender Alessandro Pitanti, ha vinto il concorso di cocktail indetto dall'azienda Campari nel 2017 "Campari Barman Competition"[13].

## Cultura popolare
L'Americano è uno dei cocktail preferiti di James Bond: l'agente segreto ordina questo cocktail nei romanzi Casino Royale (1953) e A 007, dalla Russia con amore (1957), e  nel racconto breve Paesaggio e morte (1960)..
L'Americano è anche la bevanda preferita del protagonista del romanzo di Gino Pugnetti Americano rosso e dell'omonimo film, bevanda a cui il titolo fa appunto riferimento.